# Vigor Lamezia Calcio 1993-1994
Questa voce raccoglie le informazioni riguardanti  la Vigor Lamezia Calcio nelle competizioni ufficiali della stagione 1993-1994.

## Rosa
| N. |                   | Ruolo | Calciatore          |
| -- | ----------------- | ----- | ------------------- |
|    | Italia (bandiera) | A     | Salvatore Alessi    |
|    | Italia (bandiera) | A     | Giuseppe Bassarelli |
|    | Italia (bandiera) | D     | Giovanni Bonaccorso |
|    | Italia (bandiera) | P     | Loris Bonini        |
|    | Italia (bandiera) | C     | Alfredo Costantino  |
|    | Italia (bandiera) | C     | Gaetano Delia       |
|    | Italia (bandiera) | C     | Francesco De Luca   |
|    | Italia (bandiera) | A     | Giovanni Ferrante   |
|    | Italia (bandiera) | A     | Domenico Galeano    |
|    | Italia (bandiera) | D     | Antonio Gatto       |
|    | Italia (bandiera) | C     | Alfonso Gerace      |
|    | Italia (bandiera) | C     | Francesco Gigliotti |
|    | Italia (bandiera) | D     | Franz Giorgione     |

| N. |                   | Ruolo | Calciatore              |
| -- | ----------------- | ----- | ----------------------- |
|    | Italia (bandiera) | D     | Germano Iannella        |
|    | Italia (bandiera) | D     | Toni Lio                |
|    | Italia (bandiera) | P     | Massimiliano Marino     |
|    | Italia (bandiera) | D     | Cosimino Marzio         |
|    | Italia (bandiera) | C     | Gregorio Mauro          |
|    | Italia (bandiera) | C     | Giuseppe Milano Ferraro |
|    | Italia (bandiera) | D     | Vincenzo Piperis        |
|    | Italia (bandiera) |       | Pisano                  |
|    | Italia (bandiera) | C     | Danilo Rufini           |
|    | Italia (bandiera) | C     | Rosario Salerno         |
|    | Italia (bandiera) | D     | Fausto Sapuppo          |
|    | Italia (bandiera) | D     | Ugo Sarracino           |
|    | Italia (bandiera) | C     | Michele Tomasino        |

Template:Cortese Giovanni Carlo massaggiatore